# Uniwersytet w Elbasanie

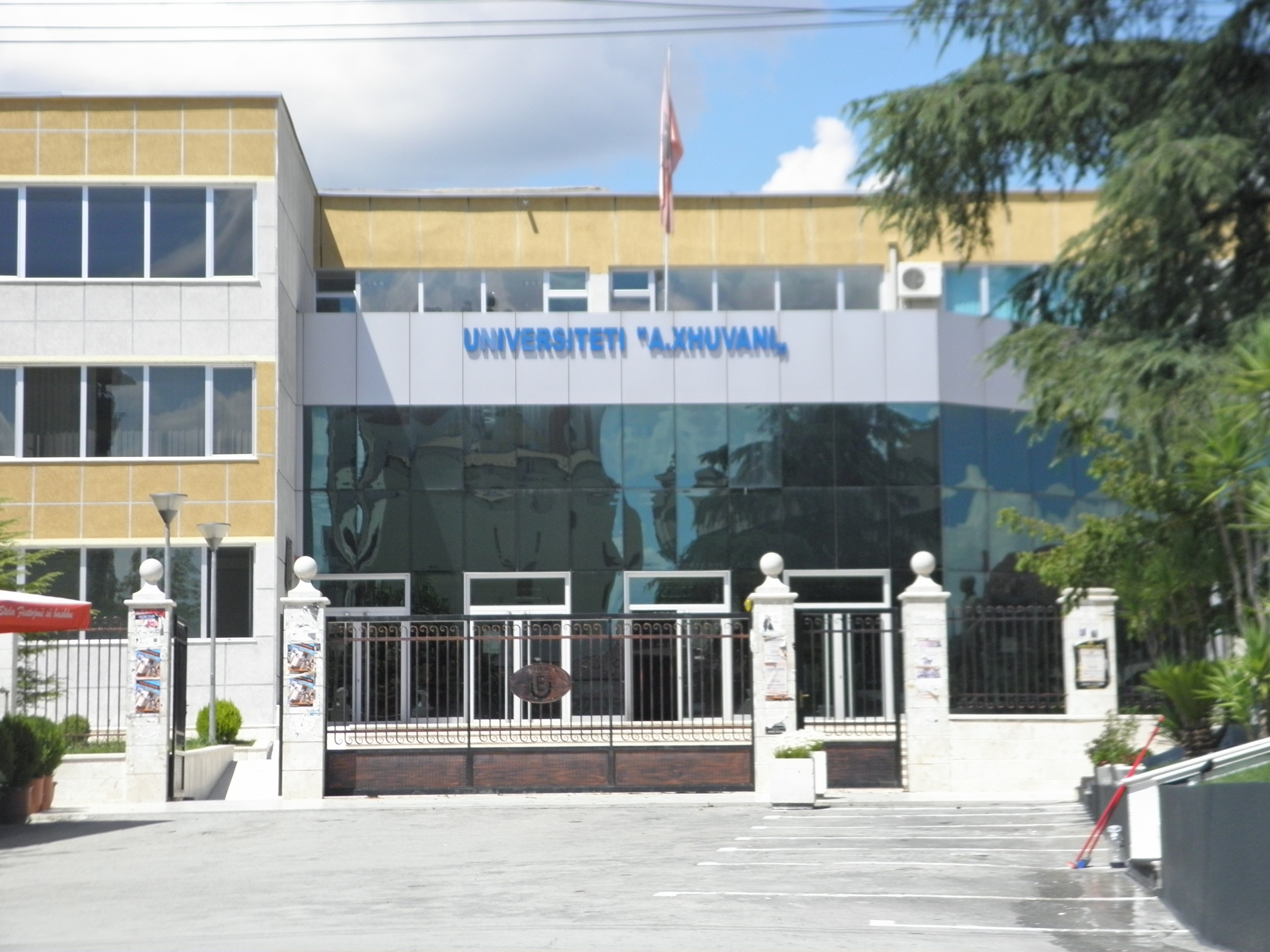
Budynek główny Uniwersytetu w Elbasanie

Uniwersytet w Elbasanie im. Aleksandra Xhuvaniego (alb. Universiteti Aleksandër Xhuvani) – albański uniwersytet państwowy w Elbasanie. 
Uniwersytet został założony w 1991 roku. Uczelnia powstała na bazie działającej tam od 1909 Wyższej Szkoły Pedagogicznej (alb. Instituti i Lartë Pedagogjik) – pierwszej w historii szkoły kształcącej nauczycieli języka albańskiego. Uczelnia zachowała imię patrona Wyższej Szkoły Pedagogicznej – językoznawcy pochodzącego z Elbasanu – Aleksandra Xhuvaniego. Od 2016 funkcję rektora uczelni pełni profesor Skënder Topi, będący z zawodu lekarzem.

## Wydziały
Uniwersytet składa się z siedmiu wydziałów i jednego college'u:
- Wydział Nauk Przyrodniczych
- Wydział Nauk Ekonomicznych
- Wydział Nauk Humanistycznych
- Wydział Języków Obcych
- Wydział Pedagogiczny
- Wydział Nauk Społecznych
- Wydział Pielęgniarstwa
- College nauk medycznych

W ramach uczelni działa także Ośrodek Studiów Albanologicznych i Bałkanistycznych (alb. Qendra e Kërkimeve Albanologjike dhe Ballkanike).
Uniwersytet w Elbasanie kształci 3500 studentów w systemie studiów dziennych i 4500 studentów w systemie studiów zaocznych. System studiów korespondencyjnych, uruchomiony w latach 90. XX w., obecnie nie funkcjonuje.
Kadrę nauczającą stanowi 245 osób, z czego 8 posiada tytuł profesorski. Wykłady na uczelni prowadzi także 44 uczonych zagranicznych, z czego 2 posiada tytuł profesorski.
Uniwersytet wydaje własne czasopismo "Buletini Shkencor i UE-së” studenci uczelni wydają periodyk “Studenti”.

## Badania naukowe
W działalności naukowej szczególne znaczenie odgrywają badania z pogranicza biologii i fizyki. Ośrodek w Elbasanie prowadzi badania nad przemianami w środowiskiem naturalnym, problemami zarybienia rzek i jezior albańskich, a także nad zjawiskami fotosyntezy i magnetyzmu.